# Wkrzanskaskoven
|  | Flytteforslag Denne side er foreslået flyttet til Ueckermünder Heide. Klik her for at se flytteforslaget. |

Wkrzanskaskoven (polsk: Puszcza Wkrzańska; tysk: Ueckermünder Heide) er et omkring 1000 km² skovområde i Pommern, i grænseområdet mellem Tyskland og Polen (Stettin, Police og Ueckermündebyområde, på Police-sletten og Warszewo-bakkerne). En stor del af området hører under Naturpark Am Stettiner Haff og er Natura 2000-område.

## Planter

### Træer
- Fyrreslægten (Pinus)
- Eg (Quercus)
- Bøg (Fagus)
- Birk (Betula)

## Dyr
- Havørn (Haliaeetus albicilla)
- Trane (Grus grus)
- Rådyr (Capreolus capreolus)

## Swidwie Naturreservatet
Swidwie Naturreservatet (polsk: Rezerwat przyrody Świdwie) (Ramsar-konventionen, 1984), Swidwie Søen (polsk: Jezioro Świdwie) i Police-byområdet og Tanowo, Węgornik, Dobra (ved Police), Zalesie og Bolków-landsbyområdet (Pommern, Polen)
- Swidwie Søen (polsk: Jezioro Świdwie)

- Dyr (Animalia):
  - Guldsmede (Odonata)
  - Fisk (Osteichthyes): Gedde (Esox lucius)
  - Padder (Amphibia): Strandtudse (Bufo calamita)
  - Krybdyr (Reptilia): Snog (Natrix natrix), hugorm (Vipera berus), europæisk sumpskildpadde (Emys orbicularis)
  - Fugle (Aves): Trane (Grus grus), Pirol (Oriolus oriolus), rørhøg (Circus aeruginosus), hedehøg (Circus pygargus), engsnarre (Crex crex), sædgås (Anser fabalis), grågås (Anser anser), blisgås (Anser albifrons), Brushane (Philomachus pugnax)
  - Pattedyr (Mammalia): Odder (Lutra lutra)

- Planter (Plantae): Tagrør (Phragmites australis), gul åkande (Nuphar lutea), Frøbid (Hydrocharis morsus-ranae), søblad (Nymphoides peltata)

## Økomuseum
- Økomuseum ved Swidwie Søen (polsk: Jezioro Świdwie) i Swidwie Naturreservatet (polsk: Rezerwat przyrody Świdwie) i Bolków mellem landsbyer Rzędziny og Węgornik

## Stettiner Haff
Stettiner Haff (polsk: Zalew Szczeciński)
- Nowe Warpno (Polen)
- Trzebież (Polen)
- Brzózki (Polen)
- Warnołęka (Polen)
- Altwarp (Tyskland)
- Vogelsang-Warsin (Tyskland)

## Byer og landsbyer
- Byer i Tyskland:
  - Eggesin
  - Torgelow
  - Ueckermünde

- Landsbyer i Tyskland:
  - Viereck
  - Ahlbeck
  - Jatznick
  - Blankensee
  - Pampow
  - Rothenklempenow
  - Mewegen
  - Boock
  - Plöwen
  - Altwarp
  - Rieth
  - Luckow
  - Hintersee

- Byer i Polen:
  - Stettin (Szczecin), i Stettin:
    -       1. Jan Kasprowicz Bypark (1900, Quistorp Park)
      2. Rose Have ("Różanka") (1928, tysk: Staudengarten, Rosengarten)
      3. Mścięcino Park
      4. Arkoński Park
      5. Głębokie Park

  - Police
  - Nowe Warpno

- Landsbyer i Polen:
  - Trzebież
  - Zalesie
  - Bolków
  - Tanowo
  - Węgornik
  - Siedlice (ved Police)
  - Pilchowo
  - Dobra (ved Police)
  - Wołczkowo
  - Stolec
  - Rzędziny
  - Lubieszyn
  - Brzózki
  - Myślibórz Wielki
  - Trzeszczyn
  - Niekłończyca
  - Tatynia
  - Przęsocin